# سور و سوگ
سور و سوگ نام یک مجموعهٔ تلویزیونی ایرانی به کارگردانی محمد سیف‌زاده است که در سال ۱۳۷۲ تولید و از شبکه ۱ سیمای جمهوری اسلامی ایران  پخش گردید.

## موضوع
این مجموعه تلویزیونی دربارهٔ آیین‌ها، آداب و رسوم و فولکلور عشایر منطقه لرستان است.

## بازیگران و عوامل تولید

### بازیگران
- فریبا سوگند
- احمد صارمی
- افسانه جزایری
- خدیجه رضایی
- نورعلی لطفی
- مریم کدخدایی
- فریبا حاجی‌نژاد
- ملکه حاجی‌نژاد
- عبدی علی‌نژاد
- فروزان رضاییان
- حشمت جمشیدی
- غلامرضا نژادمقدم

### عوامل تولید
- کارگردان: محمد سیف‌زاده
- تصویربردار: عباس باقریان
- تدوین: محمد سیف‌زاده، شمس‌الدین آروند، ملکه حاجی‌زاده
- تهیه‌کننده: محمد سیف‌زاده
- فرمتتصویر: ۱۶ میلیمتری
- مدت زمان: ۲۸۰ دقیقه
- تعداد قسمت‌ها: ۷ قسمت
- محصول: گروه فرهنگ و ادب شبکه ۱ سیمای جمهوری اسلامی ایران
- سال تولید: ۱۳۷۲